# Śląski Filar
Śląski Filar – skała w masywie Okiennika Wielkiego, zwanego też Okiennikiem Dużym lub Okiennikiem Skarżyckim. Niezgodnie z ostatnią nazwą znajduje się w granicach wsi Piaseczno w województwie śląskim, w powiecie zawierciańskim, w gminie Włodowice na Wyżynie Częstochowskiej.

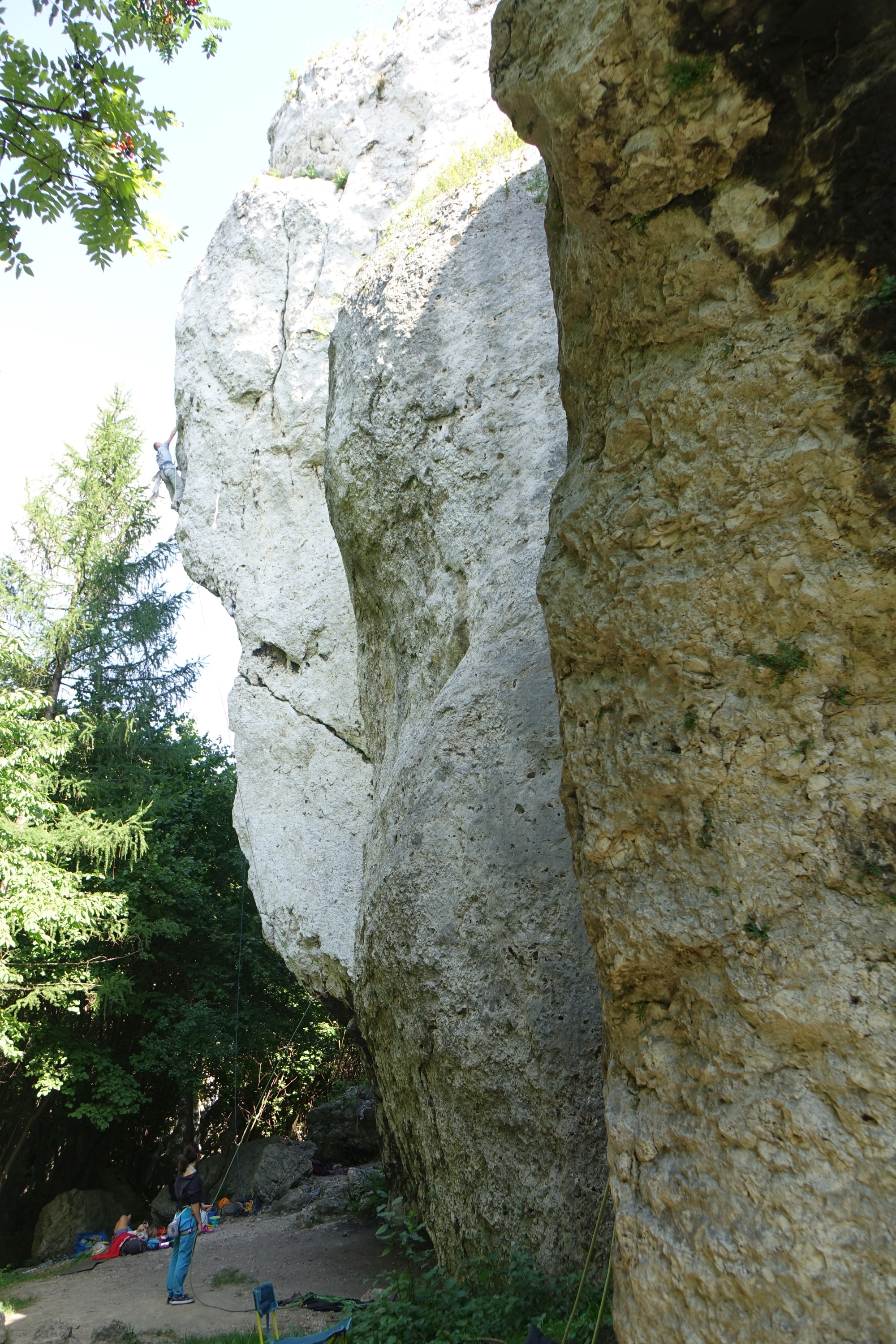
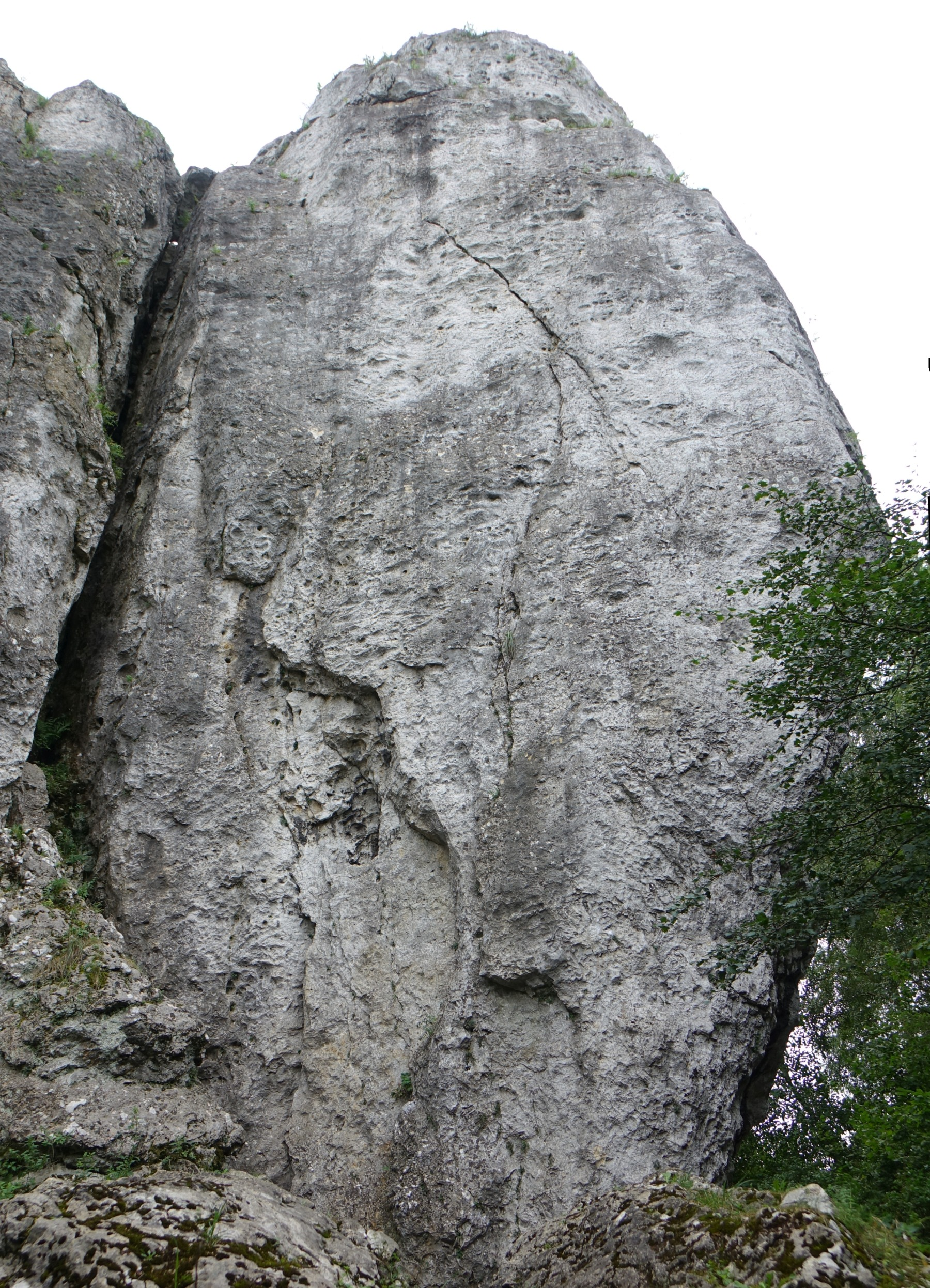
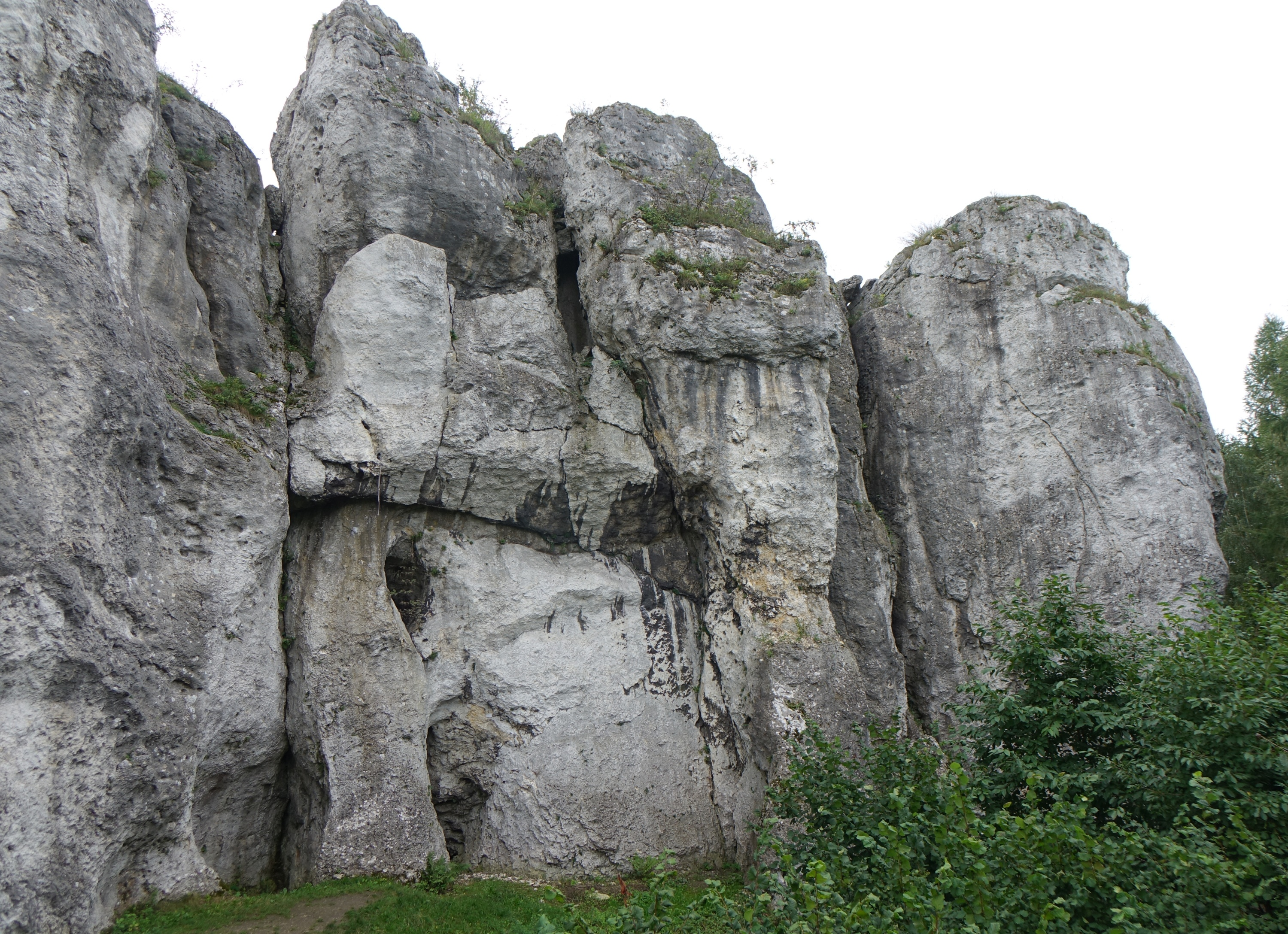
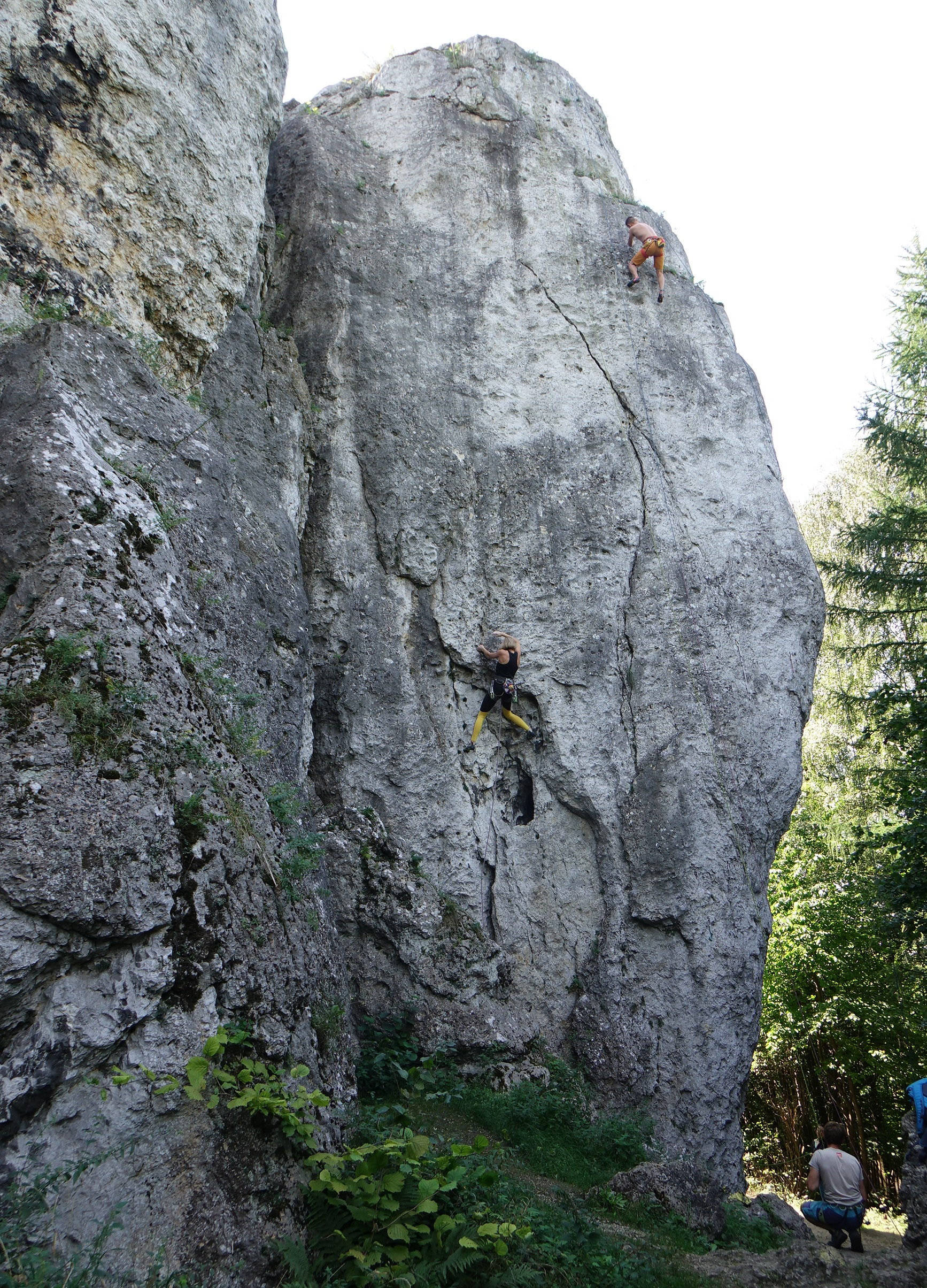

## Drogi wspinaczkowe
Śląski Filar to najdalej na zachód wysunięta część Wielkiego Okiennika. Od wschodu komin oddziela ją od Bliźniaczej Baszty. Na niektórych portalach wspinaczkowych zachodnia ściana Śląskiego Filara opisywana jest odrębnie jako Ścianka Zachodnia. Śląski Filar to wybitna skała wapienna o wysokości 25 m i ścianach pionowych lub przewieszonych z filarami, kominami, zacięciami, załupami i rysami. Uprawiana jest na niej wspinaczka skalna. Jest na niej 27 dróg wspinaczkowych (łącznie ze Ścianką Zachodnią) o trudności od IV+ do VI.5 w skali polskiej, oraz jeden projekt. Niemal wszystkie mają zamontowane stałe punkty asekuracyjne w postaci ringów (r) i stanowisk zjazdowych (st). Wśród wspinaczy skalnych skała jest bardzo popularna.

Śląski Filar I
1. Komin z załupą; IV+, 17 m
2. Zielone i czarne; 5r + st, VI.3, 18 m
3. Koksik zdrój; 5r + drz, VI.1+, 17 m
4. Droga kominem; IV 0.00 18 m
5. Domator; 7r + st, VI.3+, 18 m
6. Mroczny przedmiot pożądania; 5r + st, VI.4, 18 m
7. Między krzakami a pożądaniem; 6r + st, VI.3+, 19 m
8. Wesoła krzkówka; st, VI.1+, 19 m
9. Emmylou Harris; 8r + st, VI.4, 19 m
10. Zaproszenie; 8r + st, VI.5, 19 m

Śląski Filar II
1. Śląski filar; VI.1+/2, 22 m
2. Ostatni dzwonek; 8r + st, VI.5+/6, 21 m
3. Projekt; 7r + st, 21 m
4. Krytyka czystego rozumu; 9r + st, VI.5, 22 m
5. Koniec wyścigu; 8r + st, VI.5+, 21 m
6. Rysa Fijała; VI+, 22 m
7. Prostowanie rysy Fijała; 3r + st, VI.3, 21 m
8. Podhajny Grand Prix; 8r + st, VI.5+, 21 m

Śląski Filar III
1. Małe tęsknoty, wielkie marzenia; 8r + st, VI.4+, 21 m
2. Usługi krawieckie; 3r + st, VI.4+, 10 m
3. Igły i szpilki; 3r + st, VI.3+, 10 m
4. Ludzie z żelaza; V, 18 m
5. Cybanty; 5r + st, VI.3, 11 m
6. Rysa nastolatków; 2r VI.1, 11 m
7. Romantycy lekkich obyczajów; 6r + st, VI.2+, 11 m

Śląski Filar IV
1. Droga Baranika; 3r + drz, VI+, 10 m
2. Lewa mydelnica; 3r + drz, VI.1+, 10 m
3. Prawa mydelnica; 3r + drz, VI.1, 10 m[5].